# KAI Group
KAI Group este o companie producătoare de plăci ceramice din Bulgaria, controlat de fondul de investiții american Advent International.
Grupul KAI deține în Bulgaria două unități cu o capacitate totală de producție care depășește 18 milioane metri pătrați pe an.
Compania exportă 50% din producție, cea mai mare piață de desfacere fiind Anglia.
Cifra de afaceri în 2008: 50 milioane euro 

## KAI Group în România
Compania a intrat pe piața din România prin firma KAI Ceramics în primăvara anului 2009.
KAI comercializează plăci ceramice (gresie și faianță) la nivel național printr-o rețea de 20-30 de parteneri, printre care distribuitorii locali Delta Distribution, Tiger Amira Oradea și PremierCom Slobozia, dar și rețelele de retaileri Baumax, Praktiker și Bricostore.
Cifra de afaceri:
- 2011: 21 milioane euro [5]
- 2010: 17 milioane euro [1]
- 2009: 8 milioane euro [3]